# Cominform
Cominform-ul (Biroul Comunist de Informații) reprezintă numele uzual a ceea ce este numit oficial Biroul de Informații al Partidelor comuniste și muncitorești. A fost prima autoritate oficială a mișcării internaționale comuniste de la dizolvarea Cominternului și a confirmat noile realități după cel de-al Doilea Război Mondial - în special crearea Blocului Comunist de Est. A activat între 1947 și 1956. Într-un fel, este succesorul Cominternului.

## Etimologie
Denumirea Cominformului provine de la contragerea denumirii în rusă Информационное бюро коммунистических и рабочих партий, iar în română Biroul de Informații ale Partidelor Comuniste și Muncitorești.

## Istoric
După desființarea Cominternului, în mai 1943, Stalin a avut grija ca activitatea Internaționalei să nu dispară. De aceea, la propunerea lui, în 22-27 septembrie 1947 în orașul Szklarska Poreba din Polonia, s-a organizat prima consfătuire postbelică a nouă lideri ai partidelor comuniste din URSS, Polonia, Ungaria, Cehoslovacia, România, Bulgaria, Iugoslavia, Franța și Italia, unde s-au pus bazele Biroului de Informații al partidelor comuniste (Cominform). Ca dovadă a eurocentrismului organizației, partidele comuniste din China și din Vietnam nu au fost invitate.
Crearea Cominformului de către Stalin apare ca răspuns la Planul Marshall american, refuzat de „democrațiile populare” din Europa Centrală (sub presiunea sovietică). În cursul acestei reuniuni a fost pronunțată Doctrina Jdanov.
Scopul Cominformului era de a controla strâns evoluția ideologică și politică a statelor și partidelor comuniste participante (A se vedea, mai jos, lista acestor partide). Sediul Cominformului a fost stabilit la Belgrad, capitala Iugoslaviei.
Singurele întruniri ale Cominformului au avut loc în septembrie 1947 (Polonia), în iunie 1948 (România) și noiembrie 1949 (Ungaria).
În data de 28 iunie 1948, Partidul Comuniștilor din Iugoslavia este exclus din Cominform. 

### Excluderea Partidului Comunist din Iugoslavia
După o a doua reuniune care a avut loc în ianuarie 1948, în Iugoslavia, mentalitățile se schimbă, iar conflictul izbucnește între Tito și Stalin. Astfel, în timpul celei de-a treia reuniuni, care a avut loc între 25 și 28 iunie 1948, la București, Cominformul judecă comunismul iugoslav al lui Tito ca fiind îndepărtat de viziunea sovietică. Ca urmare, Belgradul este exclus din organizație, iar o epurare „anti-titoistă” intervine în rândul tuturor  membrilor organizației.
După excluderea Iugoslaviei din Cominform, sediul organizației a fost transferat la București.

### Lupta pentru pace
A patra reuniune a organizației a avut loc la Mátra în Ungaria, între 27 și 29 noiembrie 1949. Cominformul aprobă accentuarea eforturilor pentru salvgardarea păcii, organizația prezentându-se ca organ conducător (dar mereu ocult) al Mișcării Mondiale a Partizanilor Păcii.

### Dispariția
Ultima reuniune a organizației a avut loc la București în 1950 și a tratat aspecte funcționale.
După moartea lui Stalin, survenită la începutul lunii martie 1953, încetul cu încetul Cominformul își pierduse din importanță: cele două blocuri opuse se îndreptau spre o coexistență pașnică, organizația dizolvându-se în aprilie 1956. Această dizolvare este efectul clar al destalinizării lansate de Nikita Hrușciov în februarie 1956, după cel de-al XX-lea Congres al Partidului Comunist al Uniunii Sovietice și după „raportul secret” privitor la „cultul personalității” și la crimele lui Stalin.

## Partide comuniste participante
- Partidul Comunist al Uniunii Sovietice;
- Partidul Muncii din Albania;
- Partidul Comunist Bulgar;
- Partidul Comunist Cehoslovac;
- Partidul Comunist Francez;
- Partidul Comunist Italian;
- Partidul Comunist din Iugoslavia, înainte de excluderea sa în 1948;
- Partidul Muncitoresc Polonez, denumit apoi, din 1948, Partidul Muncitoresc Unit Polonez;
- Partidul Comunist din România, denumit apoi, din 1948, Partidul Muncitoresc Român;
- Partidul Comunist Ungar, devenit în 1948, Partidul Muncitorilor din Ungaria.

## Citat
- „Cominformul era camuflajul unei miniinternaționale conduse tot de Moscova”[3]. (Charles Tillon)